# Hoàng Liên Sơn
Pour les articles homonymes, voir Hoang.
Le Hoàng Liên Sơn est une chaîne de montagnes du Nord du Viêt Nam et du Sud de la Chine[réf. nécessaire]. Elle fait partie d'un ensemble montagneux encore plus grand, de plusieurs centaines de kilomètres de long, qui se poursuit au nord-ouest avec l'Ailao Shan. Son point culminant est le mont Phan Xi Păng, le plus haut du Viêt Nam, qui atteint 3 143 mètres d'altitude. Au sud-est de celui-ci domine un autre sommet, le Núi Kang Hô Tao, dépassant les 2 800 mètres. Encore plus à l'est, dans la province de Yên Bái, on rencontre le Phu Lương, troisième sommet du Viêt Nam avec 2 985 mètres. La topographie de la chaîne présente de forts dénivelés. La ville de Sa Pa s'est développée au pied du versant oriental du Phan Xi Păng. La chaîne abrite la réserve naturelle de Nui Hoang Lien dont le territoire englobe les crêtes du Phan Xi Păng et ses contreforts orientaux.
Au temps de l'Indochine française, la région était un lieu de villégiature et de repos pour les Européens, dont certains possédaient des villas coloniales.

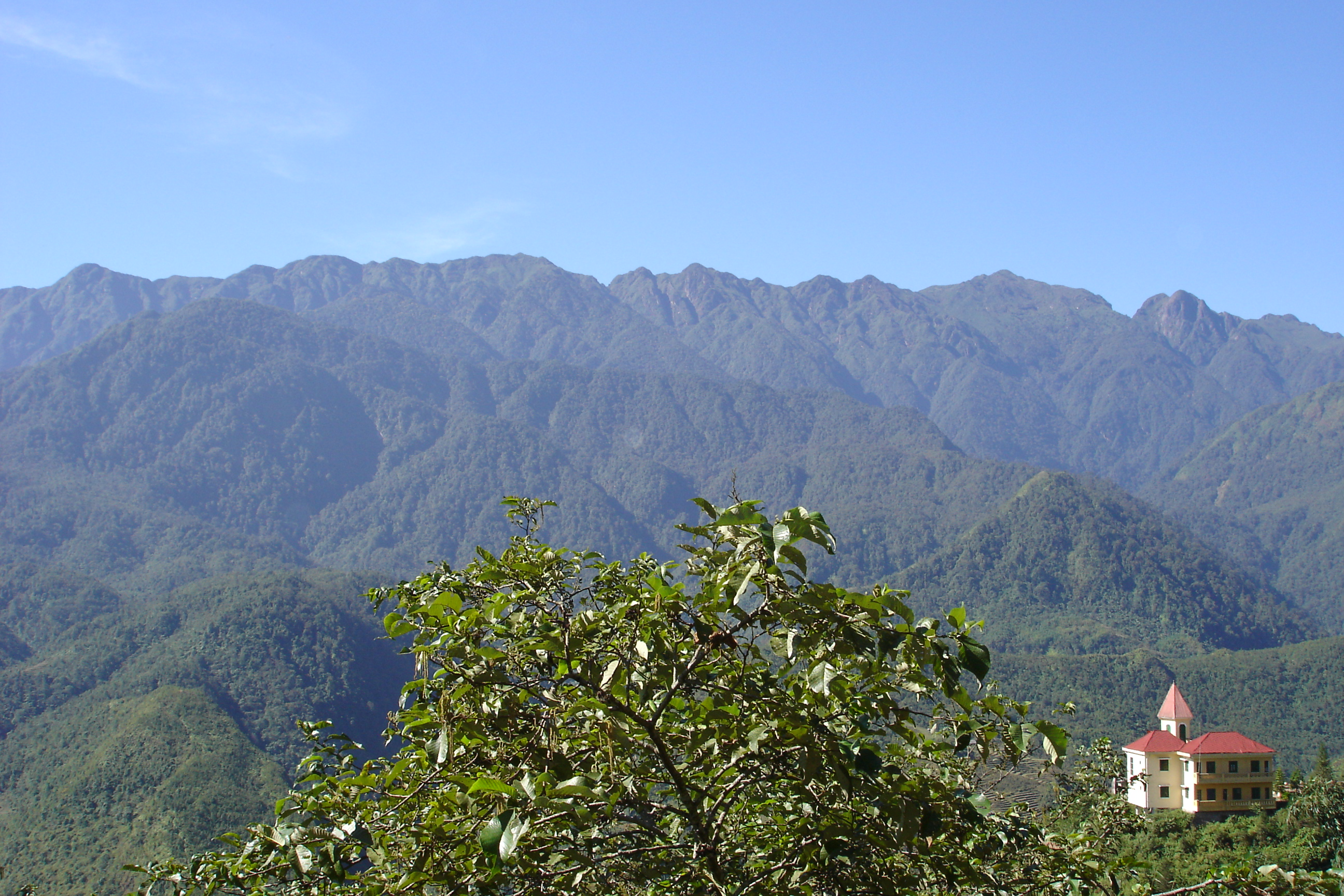
Vue du Hoàng Liên Sơn depuis Sa Pa.